# Жозефина Мутценбахер
«Жозефина Мутценбахер — История жизни венской проститутки, рассказанная ею самой» (нем. Josefine Mutzenbacher oder Die Geschichte einer Wienerischen Dirne von ihr selbst erzählt) — эротический роман.
Впервые был анонимно опубликован в 1906 году в Вене. Это произведение, будучи особенно известным в немецкоговорящем мире, печатается на немецком и английском языке на протяжении более 100 лет и является эротическим бестселлером с тиражом более 3 миллионов экземпляров.
Автор романа неизвестен, но библиотекарями Венского университета уже в 1909 году в «Deutschen Anonymen-Lexikon» авторство приписывается либо Феликсу Зальтену, либо Артуру Шницлеру, однако последний категорически отрицал это.
Известны два продолжения романа: «Мои 365 любовников» и «Пеперль — дочь Жозефины», приписываемые Феликсу Зальтену.

## Экранизации
Роман стал основной для многочисленных экранизаций, в частности по мотивам произведения с 1970 по 1994 год в ФРГ было снято несколько фильмов порнографического характера.
- Josefine Mutzenbacher. 21 августа 1970, ФРГ. Режиссер Ханс Биллиан.
- Josefine Mutzenbacher …Wie sie wirklich war. 1976, ФРГ. Режиссёр Ханс Биллиан.
- Die Beichte der Josefine Mutzenbacher. 1979, ФРГ. Режиссёр Ханс Биллиан.
- Josefine Mutzenbacher …Wie sie wirklich war. 2. Teil. 1979, ФРГ. Режиссёр Гюнтер Отто.
- Aus dem Tagebuch der Josefine Mutzenbacher. 1981, ФРГ. Режиссёр Ханс Биллиан.
- Josefine Mutzenbacher …Wie sie wirklich war. 3. Teil. 1982, ФРГ. Режиссёр Гюнтер Отто.
- Josefine Mutzenbacher …Wie sie wirklich war. 4. Teil. 1982, ФРГ. Режиссёр Гюнтер Отто.
- Josefine Mutzenbacher …Wie sie heute wär. 5. Teil. Dauernd erregt Erotische Männerträume. 1983, ФРГ. Режиссёр Гюнтер Отто.
- Josefine Mutzenbacher …Wie sie heute wär. 6. Teil. Die Nacht der wilden Schwänze. 1984, ФРГ. Режиссёр Гюнтер Отто.
- Die Liebesschule der Josefine Mutzenbacher. 1986, ФРГ. Режиссёр Ханс Биллиан.
- Josefine Mutzenbacher die Hure von Wien. 1989, ФРГ. Режиссёр Ханс Биллиан.
- Josefine Mutzenbacher — Manche mögen’s heiß. 1992, ФРГ. Режиссёр Ханс Биллиан.